# Addison (Michigan)
Addison é uma vila localizada no estado americano de Michigan, no Condado de Lenawee.

## Demografia
Segundo o censo americano de 2000, a sua população era de 627 habitantes.
Em 2006, foi estimada uma população de 605, um decréscimo de 22 (-3.5%).

## Geografia
De acordo com o United States Census Bureau tem uma área de
2,6 km², dos quais 2,5 km² cobertos por terra e 0,1 km² cobertos por água. Addison localiza-se a aproximadamente 321 m acima do nível do mar.

## Localidades na vizinhança
O diagrama seguinte representa as localidades num raio de 16 km ao redor de Addison.